# كونيو كيشيدا
كونيو كيشيدا (باليابانية: 岸田國士) (2 نوفمبر 1890، طوكيو في اليابان - 5 مارس 1954، طوكيو في اليابان)؛ كاتب، كاتب مسرحي،، مترجم، كاتب سيناريو وروائي ياباني.

## روابط خارجية
- كونيو كيشيدا على موقع IMDb (الإنجليزية)
- كونيو كيشيدا على موقع الموسوعة البريطانية (الإنجليزية)
- كونيو كيشيدا على موقع قاعدة بيانات الفيلم (الإنجليزية)